# Ludvík Kubala
Ludvík Kubala (20. června 1847 Fryčovice – 14. dubna 1905 Budapešť) byl rakouský politik české národnosti z Moravy; poslanec Moravského zemského sněmu a starosta Fryčovic.

## Biografie
Pocházel z rodu Kubalových, kteří po několik generací zastávali úřad dědičného rychtáře (fojta) ve Fryčovicích. Prvním z nich byl Jiří Kubala, připomínaný v této funkci v letech 1679–1682.
Pocházel z devíti dětí. Jeho otcem byl František Kubala (narozený roku 1822), matkou Monika, rozená Maytnerová. František Kubala byl v roce 1848 aktivní v debatách o obnovení fojtských svobod, roku 1850 se uváděl jako obecní představený. Otec mu brzy zemřel, k ovdovělé matce se přiženil Filip Měrka. Fojtství ve Fryčovicích v roce 1848 ztratilo své správní funkce a změnilo se na běžné zemědělské hospodářství. V mládí vyrůstal Ludvík u svého dědečka z matčiny strany v Libuši u Olomouce. Tam vychodil obecnou školu a hlavní školu v Olomouci. Po krátké vojenské službě roku 1869 převzal správu rodinné usedlosti, téhož roku se stal členem obecního výboru v rodných Fryčovicích a rovněž založil rolnickou záložnu. Byl členem Hospodářského spolku Paskovského a roku 1871 se stal jeho místopředsedou. Inicioval výstavbu nové školní budovy ve Fryčovicích. Od roku 1874 byl předsedou Hospodářské jednoty pro severovýchodní Moravu a roku 1878 se stal starostou Fryčovic. Podporoval šíření moderních metod v zemědělství a přihlásil si i několik patentů. Kvůli složité finanční situaci v lednu 1887 pronajal fojtství švagrovi Josefu Šindlerovi a odcestoval do Prahy, kde hodlal prorazit se svými vynálezy. Hledal i obchodní partnery v zahraničí. Do Fryčovic se už nevrátil, pouze dočasně bydlel u své manželky na fojtství v Palkovicích.
V 80. letech se zapojil i do vysoké politiky. V doplňovacích zemských volbách 15. května 1880 byl zvolen na Moravský zemský sněm, kde zastupoval kurii venkovských obcí, obvod Moravská Ostrava, Místek, Frenštát. V roce 1880 je označován za českého národního kandidáta (Moravská národní strana, staročeská).